# Payday
Payday es una película de comedia dramática nigeriana de 2018 dirigida por Cheta Chukwu y producida por Orwi Manny Ameh con Kingsley Chukwu y Orwi Manny Ameh como productores ejecutivos. Está protagonizada por Baaj Adebule, Bisola Aiyeola, Zack Orji, Victor Ebiye, Segilola Ogidan y Meg Otanwa. Fue estrenada el 13 de julio de 2018 y se lanzó a través de la plataforma Netflix el 29 de noviembre de 2019.

## Sinopsis
Paul y Ortega son dos mejores amigos a quienes,  antes de renovar su renta anual, les dan la noticia de que su casero a fallecido. Sin un heredero aparente, ambos son sorprendidos con la llegada inesperada de la hija del casero, Yemisola, que les da 24 horas para pagar o desalojar la propiedad.

## Elenco
- Baaj Adebule como Paul
- Victor Ebiye como Ortega
- Orwi Manny Ameh como Barrister Paul
- Zack Orji como el Sr. Afolayan
- Bisola Aiyeola como Ngozi
- Meg Otanwa como Kimberley
- Segilola Ogidan como Yemisola Bankole